# Нижня Сілезія

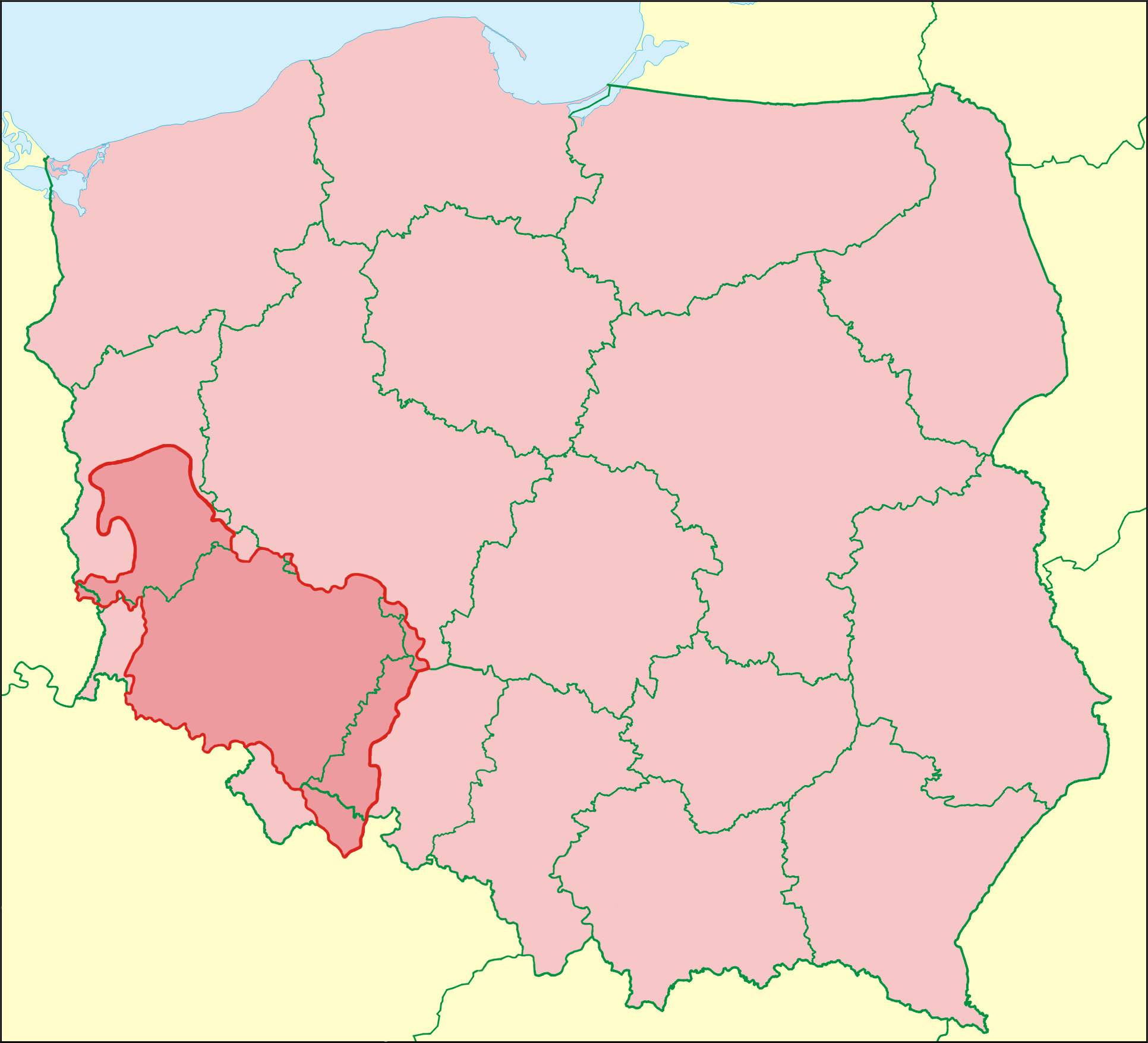
Нижня Сілезія

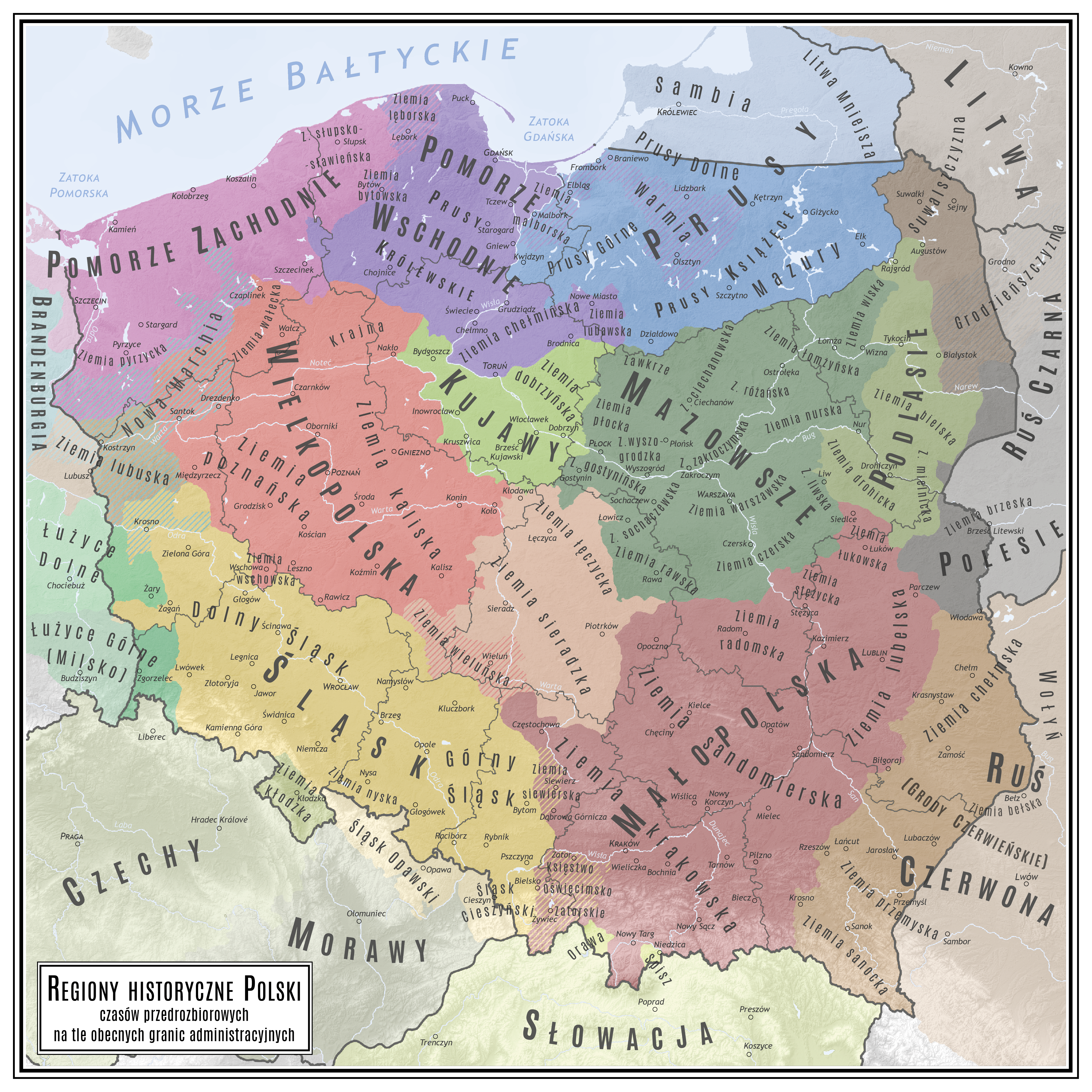
Нижня Сілезія та інші історичні землі Польщі на тлі сучасних адміністративних кордонів.

51°06′00″ пн. ш. 17°02′00″ сх. д. / 51.1° пн. ш. 17.033333° сх. д.
Нижня Сілезія (нім. Niederschlesien; лат. Silesia Inferior; пол. Dolny Śląsk [ˈdɔlnɨ ˈɕlɔ̃sk]) — північно-західна частина історичного і географічного регіону Сілезія; Верхня Сілезія знаходиться на південному сході. Нижня Сілезія всю свою історію була під контролем середньовічної Польщі, Богемії, Австрії, Пруссії та Німеччини, і після 1945 була поділена між Польщею і Німеччиною.
Південний кордон Нижньої Сілезії йде гірським хребтом Судети, що розміщуються на польсько-чеському кордоні. Західна межа проходить річкою Нейсе, на півночі — річкою Барич, що відокремлює від південної частини Великопольщі.
Польська Нижня Сілезія, велика частина історичного регіону, розміщується здебільшого уздовж річки Одра і має поділ на Нижньосілезьке воєводство, Любуське воєводство і Опольське воєводство. Частина прусської провінції Нижня Сілезія розміщується на західній стороні Нейсе, де розташована Нижньосілезька Верхня Лужиця, міста Герліц і Гоєрсверда в межах району Верхнього Шпревальд-Лужиці в східній Німеччині. Цей регіон історично належав саксонській Верхній Лужиці, яка стала частиною Прусської Сілезії в 1815 після Наполеонівських війн.

## Історія

### Давня історія

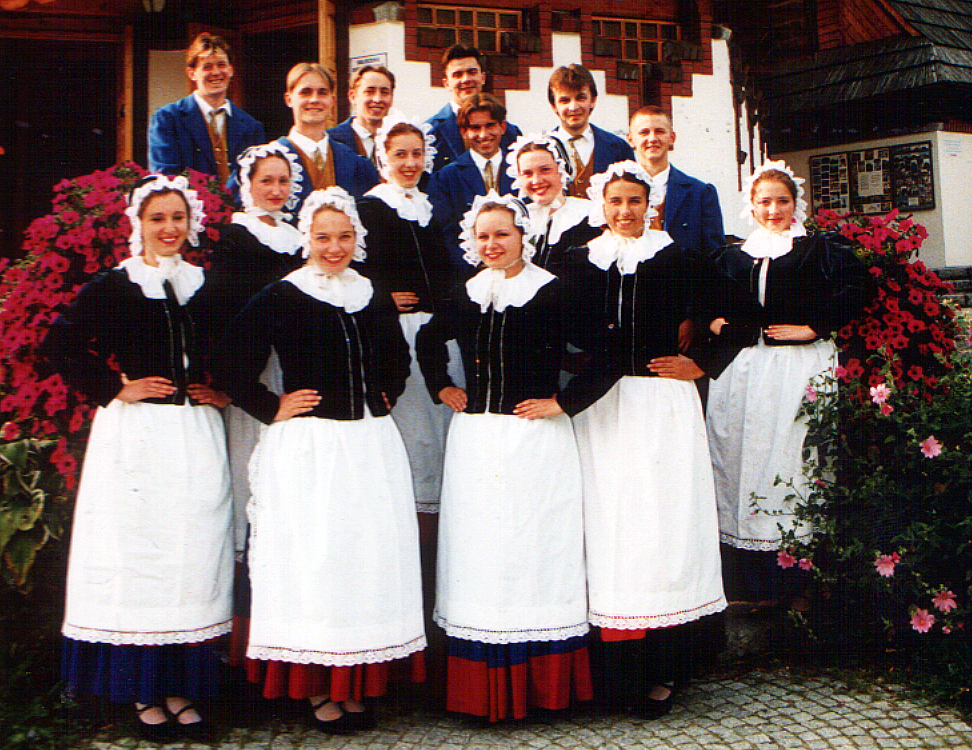
Традиційний одяг Нижньої Сілезії

Наприкінці Льодовикового періоду, перші люди з'явилися в Сілезькій долині. Бл. 5000 років до н. е., перші кочові люди заселили Нижню Сілезію, які жили в печерах і примітивних домівках. Вони були збирачами, мисливцями і рибалками. Використовували зброю і інші інструменти, зроблені з каменю і деревини.

### Рання історія
Сілезія була описана у Magna Germania дві тисячі років тому, а також у ній згадуються ряд німецьких племен серед них вандали, лугії і сілінгані.
Деякі племена переселились на схід Давньої Німеччини з Сарматії, Малої Азії, і Азійського степу протягом Великого переселення народів на початку VI сторіччя.
У IX і X сторіччі територія належала Великій Моравії, а після Богемії. У 990 Сілезія була завойована і об'єднана з Польщею князем Мешко I.

### Феодальна роздробленість Польщі
Сілезія була розділена на Нижню і Верхню частини в 1172 протягом періоду феодальної роздробленності Польщі коли земля ділилася між двома синами Великого князя Владислава II. Болеслав Високий керував Нижньою Сілезією з її столицею у Вроцлаві (потім відомою як пол. Vratislav або Prezla) і Мешко Платоногій управляв Верхньою Сілезією з її столицею в Ополе.
Нижня Сілезія була поділена на 17 князівств.
Князівства Нижньої Сілезії в XIV столітті:
- Вроцлавське князівство (нім. Breslau)
- Бжецьке князівство (нім. Brieg)
- Олешніцьке князівство (нім. Oels)
- Легніцьке князівство (нім. Liegnitz)
- Зембицьке князівство (нім. Münsterberg)
- Свідницьке князівство (нім. Schweidnitz)
- Глогувське князівство (нім. Glogau)
- Ниське князівство (нім. Neisse)
- Жагань-Шпротавське князівство (нім. Sagan-Sprottau)
- Кросно-Оджансько-Сцинавське князівство (нім. Krossen-Steinau)

### Богемська корона і Австрія (1348—1742)
У 1348 більшість сілезьких князівств перебували під владою сілезьких П'ястів і були частиною володінь Корони святого Вацлава. У 1476 район Кросно став частиною Брандебурзької марки, коли вдова правителя П'ястів, Барбара фон Брандербург, дочка електора Альберта III Ахіллеса, успадкувала Кроссен. У 1526 Сілезія відійшла австрійській Габсбурзькій монархії після смерті короля Богемії Людовика II. Бранденбург оскаржив спадкоємство, цитуючи договір, підписаний Фрідріхом II, але Сілезія майже вся залишилася під контролем Габсбургів до 1742.

### В Пруссії (1742—1945)
Більшість Сілезії, зокрема вся Нижня Сілезія, стали частиною Пруссії. У 1742 після Першої сілезької війни і була перетворена у провінцію Сілезію, що мала поділ на райони Нижня Сілезія (Liegnitz), Середня Сілезія (Breslau), і Верхня Сілезія (Oppeln).
Область навколо Герліца в Верхній Лужиці був доданий до Нижньої Сілезії в 1815, після Наполеонівських війн.
На початку XX сторіччя Нижня Сілезія мало в основному німецькомовне населення. Після Першої Світової війни, Верхня Сілезія була поділена між Німеччиною, Польщею, і Чехословаччиною, Нижня Сілезія залишилася у Німеччини. Прусська провінція Сілезія була реорганізована в провінції Нижня Сілезія і Верхня Сілезія.

### Після 1945
Після кінця Другої світової війни, Нижня Сілезія на схід від Ниси-Лужицької була передана Польщі згідно з рішенням Потсдамської конференції у 1945. Німецьке і чеське населення було замінено на польське з областей анексованих Радянським Союзом.
З 1945—1975 Нижня Сілезія була підпорядкована Вроцлавському воєводству. В результаті реорганізації місцевого самоуправління (1975), поділ Польщі був реорганізований у 49 воєводств, чотири з них в Нижній Сілезії: Єленьогурське воєводство, Легницьке воєводство, Валбжиське воєводство і Вроцлавське воєводство (1975—1998). В результаті реорганізації місцевого самоуправління 1998, ці воєводства увійшли у Нижньосілезьке воєводство (1 січня 1999) 4 воєводства об'єдналося, зі столицею Вроцлав.
Частина Лужиці, що була у складі Нижньої Сілезії починаючи з 1815, на захід від Нейсе, яка залишилася в Німеччині ділиться між районами Герліц і Нижньосілезька Верхня Лужиця в Саксонії і Верхній Шпреевальд-Лаузіц в Бранденбурзі.

## Міста

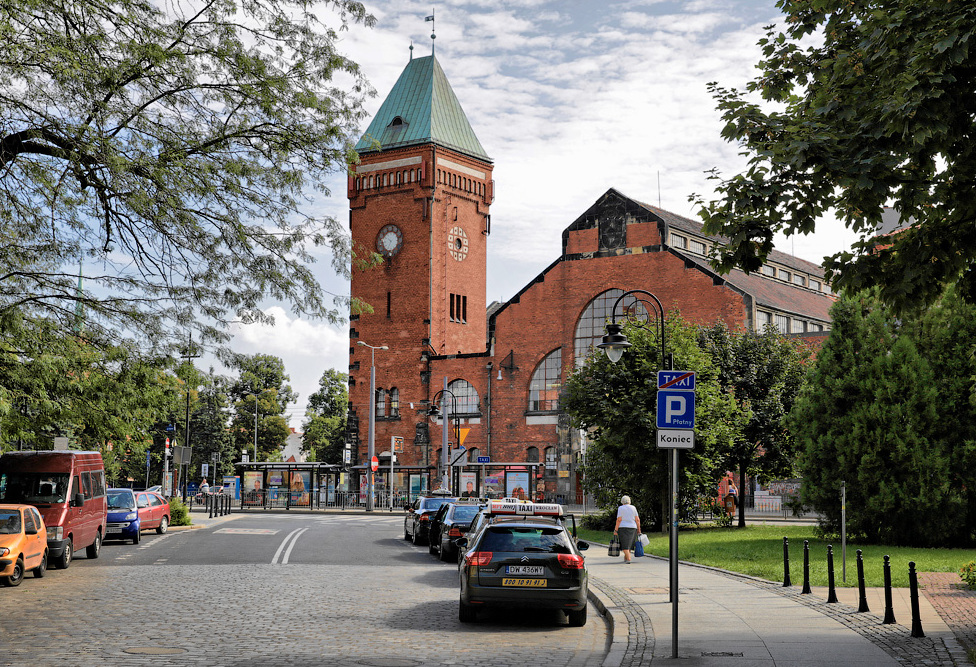
Вроцлав

Міста з населенням понад 20 000 осіб:
- Вроцлав
- Легниця
- Валбжих
- Зелена Гура
- Нова Суль
- Глогув
- Свідниця
- Любін
- Олесниця
- Болеславець

## Географія

### Судети
Судети, геологічно різноманітні гори, які тягнуться на 280 кілометрів від Ложицька Брама на сході до Моравська Брама на заході. Судети топографічно діляться на Західні і Східні Судети. А також Судети мають поділ на: Іжерськи гори (Висока Копа, 1126 м), Крконоше (Снєжка, 1602 м), Рудавий Яновицький (Скальнік, 945 м) і Кашавські гори (Скопець, 724 м).Вони оточені Єліногорською улоговиною (420—450 м).

### Сілезька низовина

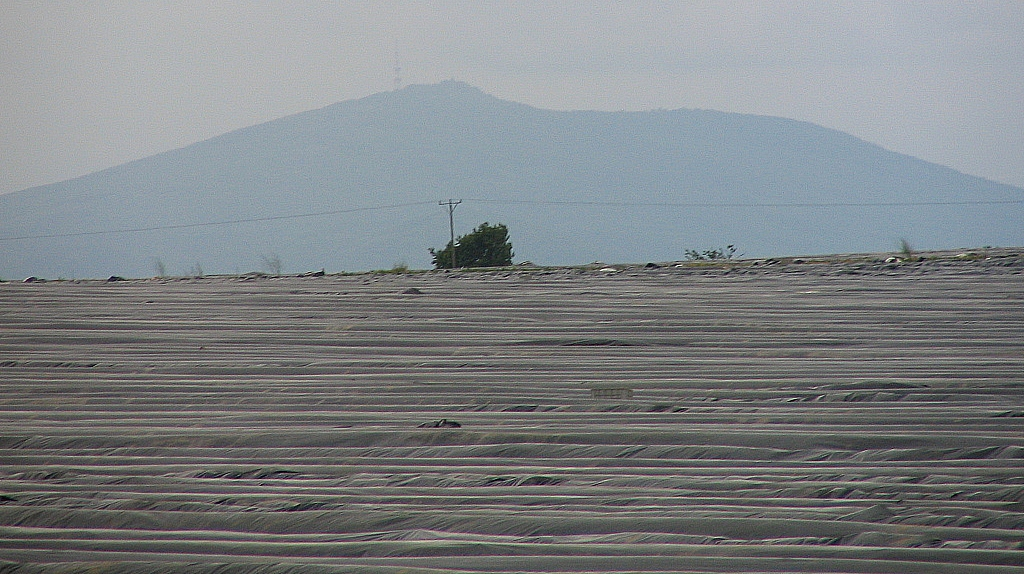
Сльоза (Ślęża)

Сілезька низовина складається з Сілезької низовини (пол. Nizina Śląska) і Сілезьколужицької низовини (пол. Nizina Śląsko-Łużycka). Ці дві низовини відділяються одна від одної Качавицькою долиною (пол. Dolina Kaczawy), і від Судетів Судетським Крайовим Розломом, що має прямує від Болеславця (на північному заході) до Злоти-Стоку (на південному сході). Південна частина долини включає Судетський Форлянд, що складається з низькогір'їв: Стжегомське височина (пол. Wzgórze Strzegomskie 232 м), Група Слезька (пол. Masyw Ślęży 718 м), і Немчансько-Стжелінське височина (пол. Wzgórza Niemczańsko-Strzelińskie, 392 м). Низькогір'я є також в областях Судецької низовини (пол. Obniżenie Sudeckie), Свидніцької рівнини (пол. Równina Świdnicka), і Дзержонівської улоговини (пол. Kotlina Dzierżoniowska). Східна частина Сілезької низовини складається з широкої Сілезької низовини, що йде вздовж берегів Одеру.